# Lekkoatletyka na Letnich Igrzyskach Olimpijskich 1900 – trójskok mężczyzn
Konkurs trójskoku na igrzyskach olimpijskich w 1900 w Paryżu rozegrano 16 lipca 1900 w Lasku Bulońskim. Startowało 13 lekkoatletów z 6 krajów. Rozegrano od razu finał.

## Rekordy
| Rekord świata     | 15,26 | Matthew Roseingreue | Gort (Wielka Brytania) | 15 sierpnia 1895 |
| Rekord olimpijski | 13,71 | James Connolly      | Ateny (Grecja)         | 6 kwietnia 1896  |

## Finał
| Poz.   | Zawodnik          | Kraj                 | Wynik    | Uwagi |
| ------ | ----------------- | -------------------- | -------- | ----- |
| złoto  | Myer Prinstein    | Stany Zjednoczone    | 14,47    | OR    |
| srebro | James Connolly    | Stany Zjednoczone    | 13,97    |       |
| brąz   | Lewis Sheldon     | Stany Zjednoczone    | 13,64    |       |
| 4.     | Patrick Leahy     | Wielka Brytania      | nieznany |       |
| 5.     | Albert Delannoy   | Francja              | nieznany |       |
| 6.     | Alexandre Tuffèri | Francja              | nieznany |       |
| 7.-13. | Daniel Horton     | Stany Zjednoczone    | nieznany |       |
| 7.-13. | Frank Jarvis      | Stany Zjednoczone    | nieznany |       |
| 7.-13. | Pál Koppán        | Węgry                | nieznany |       |
| 7.-13. | Eric Lemming      | Szwecja              | nieznany |       |
| 7.-13. | John McLean       | Stany Zjednoczone    | nieznany |       |
| 7.-13. | Karl Staaf        | Szwecja              | nieznany |       |
| 7.-13. | Waldemar Steffen  | Cesarstwo Niemieckie | nieznany |       |

Prinstein wygrał zdecydowanie (ustanawiając rekord olimpijski) przed obrońcą tytułu – Connollym. Wyniki zawodników poza pierwszą trójką i miejsca poza pierwszą szóstką nie są znane.